# Christophe Agnolutto
Christophe Agnolutto (Soisy-sous-Montmorency, 6 de diciembre de 1969) es un exciclista profesional francés. Fue profesional entre 1996 y 2006 ininterrumpidamente.
Tiene un palmarés corto pero selecto: ganó la general de la Vuelta a Suiza de 1997 y se impuso en solitario en la sexta etapa del Tour de Francia de 2000, con final en la ciudad de Limoges.

## Palmarés
1997
- Vuelta a Suiza, más 1 etapa
- À travers le Morbihan

1998
- 1 etapa del Tour de Romandía

2000
- 1 etapa del Tour de Francia

2005
- 1 etapa del Tour de Poitou-Charentes

## Resultados en Grandes Vueltas
| Carrera | Carrera         | 1996 | 1997 | 1998  | 1999 | 2000 | 2001  | 2002  | 2003 | 2004 | 2005 | 2006 |
| ------- | --------------- | ---- | ---- | ----- | ---- | ---- | ----- | ----- | ---- | ---- | ---- | ---- |
|         | Giro de Italia  | —    | —    | —     | —    | —    | —     | —     | —    | —    | —    | —    |
|         | Tour de Francia | —    | 94.º | 31.º  | —    | 66.º | 120.º | 144.º | —    | —    | —    | —    |
|         | Vuelta a España | 90.º | —    | 101.º | —    | —    | —     | —     | —    | —    | —    | —    |

—: no participa

Ab.: abandono

## Equipos
- Casino/Ag2r (1996-2004)
  - Petit Casino, c'est votre équipe (1996)
  - Casino, c'est votre équipe (1997)
  - Casino-Ag2r (1998-1999)
  - Ag2r Prévoyance (2000-2004)
- Agritubel (2005-2006)